# Carex plantaginea
Carex plantaginea là một loài thực vật có hoa trong họ Cói. Loài này được Lam. mô tả khoa học đầu tiên năm 1792.

## Hình ảnh

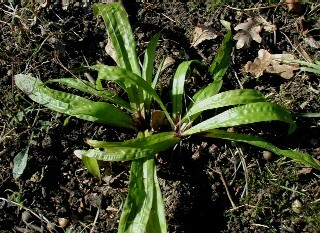